# 오르토믹소바이러스과
오르토믹소바이러스과(영어: Orthomyxoviridae)는 인플루엔자 바이러스가 포함되어 있는 RNA 바이러스의 한 과이다. 인플루엔자바이러스 A형, 인플루엔자바이러스 B형, 인플루엔자바이러스 C형, 인플루엔자바이러스 D형, 연어빈혈증바이러스, 콰란자바이러스, 토고토바이러스의 7개의 속을 포함하고 있다. 처음 4개 바이러스는 새(조류인플루엔자 참고), 사람, 다른 포유류를 포함한 척추동물들에게 인플루엔자를 감염시킨다. 연어빈혈증바이러스는 연어를 감염시킨다. 토고토 바이러스는 척추동물 뿐 아니라, 진드기와 모기와 같은 무척추 동물을 감염시키는 아르보 바이러스이다.
척추동물을 감염시키는 4개의 인플루엔자는 핵산 단백질과 매트릭스 단백질의 항원 차이로 식별할 수 있다.
- 인플루엔자바이러스 A형은 사람이나 다른 포유류, 조류 및 모든 독감 유형의 대유행을 일으킨다.
- 인플루엔자바이러스 B형은 사람과 물개를 감염시킨다.
- 인플루엔자바이러스 C형은 사람과 돼지 및 개를 감염시킨다.
- 인플루엔자바이러스 D형은 돼지와 소를 감염시킨다.

## 분류

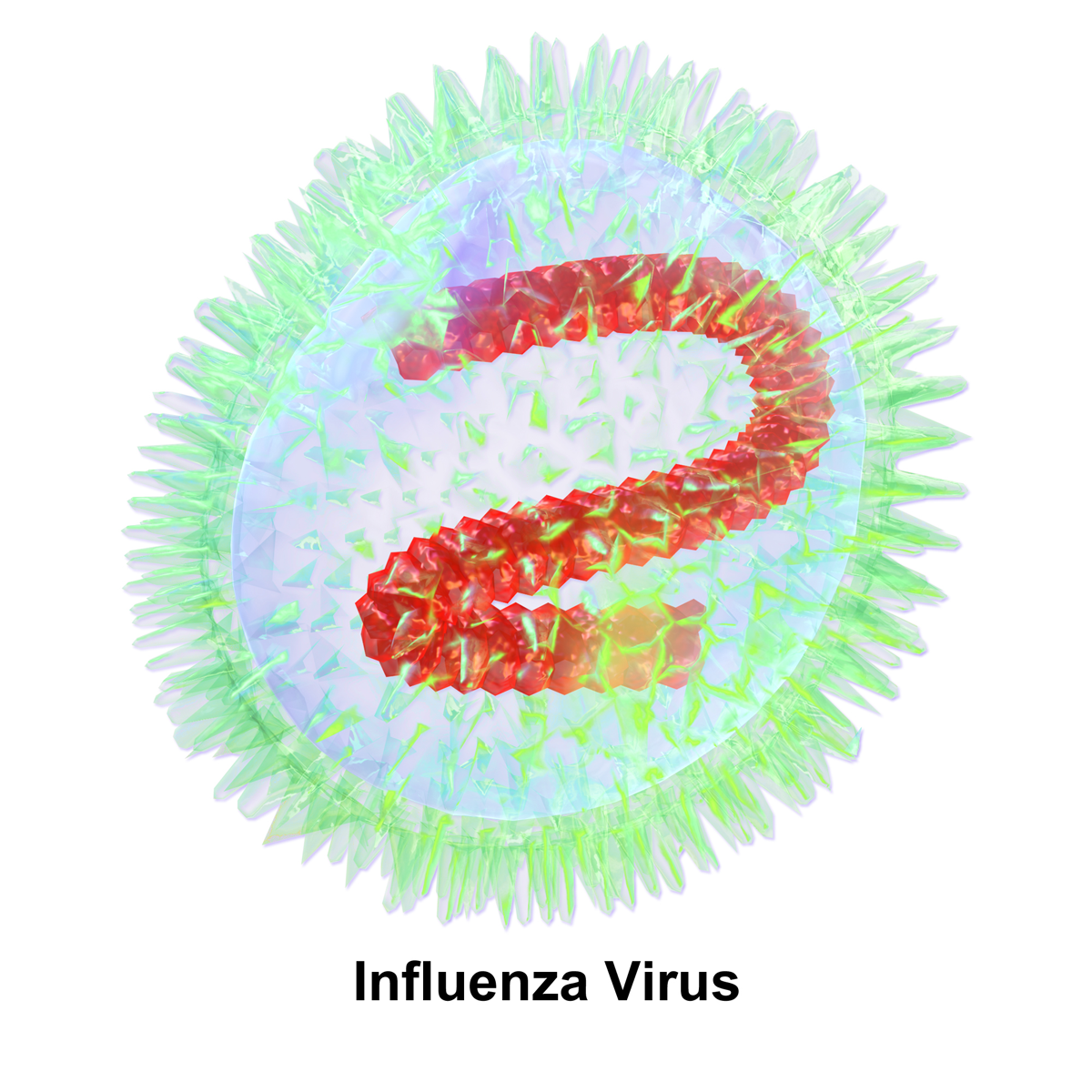
인플루엔자 바이러스

| 속                                     | 종                     | 혈청 | 숙주                             |
| -------------------------------------- | ---------------------- | --- | -------------------------------- |
| 인플루엔자바이러스 A형                 | 인플루엔자 A 바이러스* | H1N1, H1N2, H2N2, H3N1, H3N2, H3N8, H5N1, H5N2, H5N3, H5N8, H5N9, H7N1, H7N2, H7N3, H7N4, H7N7, H7N9, H9N2, H10N7 | 사람, 돼지, 조류, 말, 박쥐       |
| 인플루엔자바이러스 B형                 | 인플루엔자 B 바이러스* | Victoria, Yamagata                                                                                                | 사람, 물개                       |
| 인플루엔자바이러스 C형                 | 인플루엔자 C 바이러스* | | 사람, 돼지, 개                   |
| 인플루엔자바이러스 D형                 | 인플루엔자 D 바이러스* | | 돼지, 소                         |
| 연어빈혈증바이러스                     | 연어빈혈증바이러스*    | | 대서양 연어                      |
| 토고토바이러스                         | 토고토바이러스*        | | 진드기, 모기, 포유류 (사람 포함) |
| 토고토바이러스                         | Dhori virus            | Batken virus, Bourbon virus, Jos virus                                                                            | 진드기, 모기, 포유류 (사람 포함) |
| 콰란자 바이러스                        |                        | |                                  |
| 콰란필 바이러스,* 존스톤 아톨 바이러스 |                        | |                                  |

## 인플루엔자 바이러스 타입
네 개의 인플루엔자 바이러스 속이 존재하는데, 각각의 속은 한가지 종류씩 있다. 인플루엔자 A와 C는 여러 종을 감염시킨다. 인플루엔자 B는 거의 사람들만 특정해서 감염이 된다. 인플루엔자 D는 소 떼나 돼지 등에 감염된다.

### 인플루엔자 A 바이러스
포유류와 조류를 숙주로 삼으며, 대부분의 경우 비병원성이지만 일부 아종의 경우 숙주에게 인플루엔자를 일으킨다. 인플루엔자바이러스 A형은 보통 큰 병으로 확산되지 않는데, 특정 변이가 닭이나 오리 등의 가정 가금류와 인간에게 심각한 질병을 가져오는 경우가 있다. 때때로 바이러스는 야생 수생 조류에서 가금류로 전염되고, 이는 인플루엔자 전염병을 일으킬 수 있다. 이들은 유전물질로 단일가닥, 분절형의 RNA를 가지고 있다.

#### 인플루엔자 A 바이러스에 의해서 발생한 질병들
- H1N1은 1918년 스페인 독감을일으켰고, 2009년 돼지인플루엔자 유행병을 일으켰다.
- H2N2는 1950년대 말에 아시아 독감을 일으켰다.
- H3N2는 1960년대 말에 홍콩 독감을 일으켰다.
- H5N1은 2000년대 중반까지 인플루엔자 범유행을 일으켰다.
- H7N9는 2013년 중국에서 발병했다.
- H7N7은 인류 감염의 가능성이 크다.
- H1N2는 현재 진행 중이며, 인간과 돼지사이에 감염가능하다.
- 기타 H9N2, H7N2, H7N3, H5N2, H10N7 이 있다.

### 인플루엔자 B 바이러스
오로지 사람과 물개만을 숙주로 삼으며, 숙주에게 인플루엔자를 일으킨다. 숙주의 범위가 좁기 때문에 다양한 숙주를 가질 수 있는 A형 인플루엔자 바이러스에 비해 범유행을 일으키는 경우가 매우 적다.

### 인플루엔자 C 바이러스
인플루엔자바이러스 A형이나 B형에 비해 발병 빈도는 적지만, 일단 감염되면 심각한 상태를 일으키고, 국소적인 유행을 일으킬 수도 있다. 그러나 다른 인플루엔자 바이러스에 비해서 변이 속도가 느리기 때문에 범유행을 일으키지는 않는다. 인플루엔자바이러스 C형에 대한 백신은 2010년 3월 현재 개발된 것이 없다.

### 인플루엔자 D 바이러스
2011년에 돼지에게서 처음으로 분리되어 2016년에 오르토믹소바이러스과가 만들어지며 새로 분류되었다. 이전에는 인플루엔자바이러스 C형의 아류로 여겨지며 인플루엔자바이러스 C형속에 속하였었다.